# Allison Scagliotti
Allison Scagliotti-Smith (Monterey (Californië), 21 september 1990), geboren als Allison Glenn Scagliotti, is een Amerikaans actrice.
Scagliotti werd ontdekt tijdens een bezoek aan de Barnes and Noble door Myrna Lieberman in 2001. De familie verhuisde al snel naar Californië, waar Scagliotti een actrice werd. Ze was in verscheidene reclames en televisiefilms te zien, maar is het meest bekend van terugkerende gastrollen in succesvolle tienerseries. In Drake & Josh speelde ze de rol van Mindy.

## Filmografie (selectie)
- 2006:Zoey 101
- 2006:Read It and Weep
- 2004-2007:Drake & Josh
- 2006-2007:One Tree Hill
- 2009-2014:Warehouse 13
- 2013:Surf Party (film)
- 2016:’’The Vampire Diaries’’